# Eupithecia explicata
Eupithecia explicata är en fjärilsart som beskrevs av Franz Dannehl 1927. Eupithecia explicata ingår i släktet Eupithecia och familjen mätare. Inga underarter finns listade i Catalogue of Life.